# Tineocephala judis
Tineocephala judis är en fjärilsart som beskrevs av Dyar 1914. Tineocephala judis ingår i släktet Tineocephala och familjen nattflyn. Inga underarter finns listade i Catalogue of Life.